# Wallander – Hemligheten
Wallander – Hemligheten är en svensk thriller från 2006. Hemligheten är den trettonde och sista filmen i den första säsongen. Hemligheten gick ut på bio först, precis som Mastermind och Innan Frosten. Filmen hade biopremiär den 10 november 2006 och släpptes på DVD den 7 mars 2007.
Anders Ahlbom Rosendahl belönades med en Guldbaggen för bästa manliga biroll för sin roll som Rolf Liljeberg i filmen.
Detta är sista filmen som Johanna Sällström medverkar i samt sista filmen för Ola Rapace rollfigur.  

## Handling
En elvaårig pojke hittas död i en bergsskreva. Det visar sig att han blivit våldtagen och därefter ihjälslagen. Kriminalinspektör Stefan Lindman är vän med pojkens far och lovar att göra allt för att gripa mördaren. Men Stefan bär på en mörk hemlighet. Trots att han tar tjänstledigt på grund av en pågående internutredning mot honom fortsätter han att söka efter mördaren. Tjänstledigheten, mordutredningen och den mörka hemligheten innebär att gamla minnen väcks till liv och i all denna sorg och frustration skadar han sig bortom all räddning.

## Rollista (i urval)
- Krister Henriksson – Kurt Wallander
- Johanna Sällström – Linda Wallander
- Ola Rapace – Stefan Lindman
- Mats Bergman – Nyberg
- Fredrik Gunnarsson – Svartman
- Chatarina Larsson – Lisa Holgersson
- Stina Ekblad – Karin Linder
- Anders Ahlbom Rosendahl – Rolf Liljeberg
- Lennart Jähkel – Greger Frankman
- Ulf Friberg – Lasse Bengtsson
- Ing-Marie Carlsson – Britta Holm
- Clas-Göran Turesson – Ulf Rickardsson
- Sven Strömersten Holm – Klas Gråstedt
- Rolf Degerlund – Åke Andersson
- Hampus Edfeldt – Stefan, 11 år
- Adam Sääf – Johannes Bengtsson
- Max Ekman – Petter
- Mattias Bergsten – Linus
- Göran Aronsson – Grönqvist